# Penicillium corylophilum
Penicillium corylophilum är en svampart som beskrevs av Dierckx 1901. Penicillium corylophilum ingår i släktet Penicillium och familjen Trichocomaceae.   Inga underarter finns listade i Catalogue of Life.